# SG Wattenscheid 09
Sportgemeinschaft Wattenscheid 1909 e.V. – niemiecki klub piłkarski z siedzibą w Bochum. Został założony 18 września 1909 w wyniku fuzji BV Sodalität der Wattenscheid i BV Teutonii Wattenscheid. Klub ten spędził cztery sezony w Bundeslidze.

## Skład
Stan na 9 czerwca 2019
| Nr | Poz. | Piłkarz              |
| -- | ---- | -------------------- |
| 1  | BR   | Edin Pepic           |
| 2  | OB   | Mohamed El Bouazzati |
| 3  | OB   | Frederik Lach        |
| 4  | OB   | Norman Jakubowski    |
| 5  | PO   | Steve Tunga          |
| 6  | PO   | Matthias Tietz       |
| 8  | NA   | Cellou Diallo        |
| 9  | NA   | Sebastian van Santen |
| 10 | PO   | Berkant Canbulut     |
| 14 | PO   | Chang Kim            |
| 15 | OB   | Nicolas Abdat        |

| Nr | Poz. | Piłkarz                  |
| -- | ---- | ------------------------ |
| 17 | OB   | Jeffrey Obst             |
| 18 | PO   | Nico Buckmaier (kapitan) |
| 19 | OB   | Julijan Popović          |
| 21 | BR   | Hendrik Zimmermann       |
| 22 | BR   | Steffen Scharbaum        |
| 23 | NA   | Lex-Tyger Lobinger       |
| 24 | PO   | Mael Corboz              |
| 27 | NA   | Emre Yesilova            |
| 29 | OB   | Hervenogi Unzola         |
| 30 | OB   | Adrian Schneider         |
|    | PO   | Eren Taskin              |

## Sukcesy
- Regionalliga West: mistrz - 1974
- Regionalliga West/Südwest: mistrz - 1997
- Puchar Westfalii: zwycięzca - 1996